# Realidad aumentada

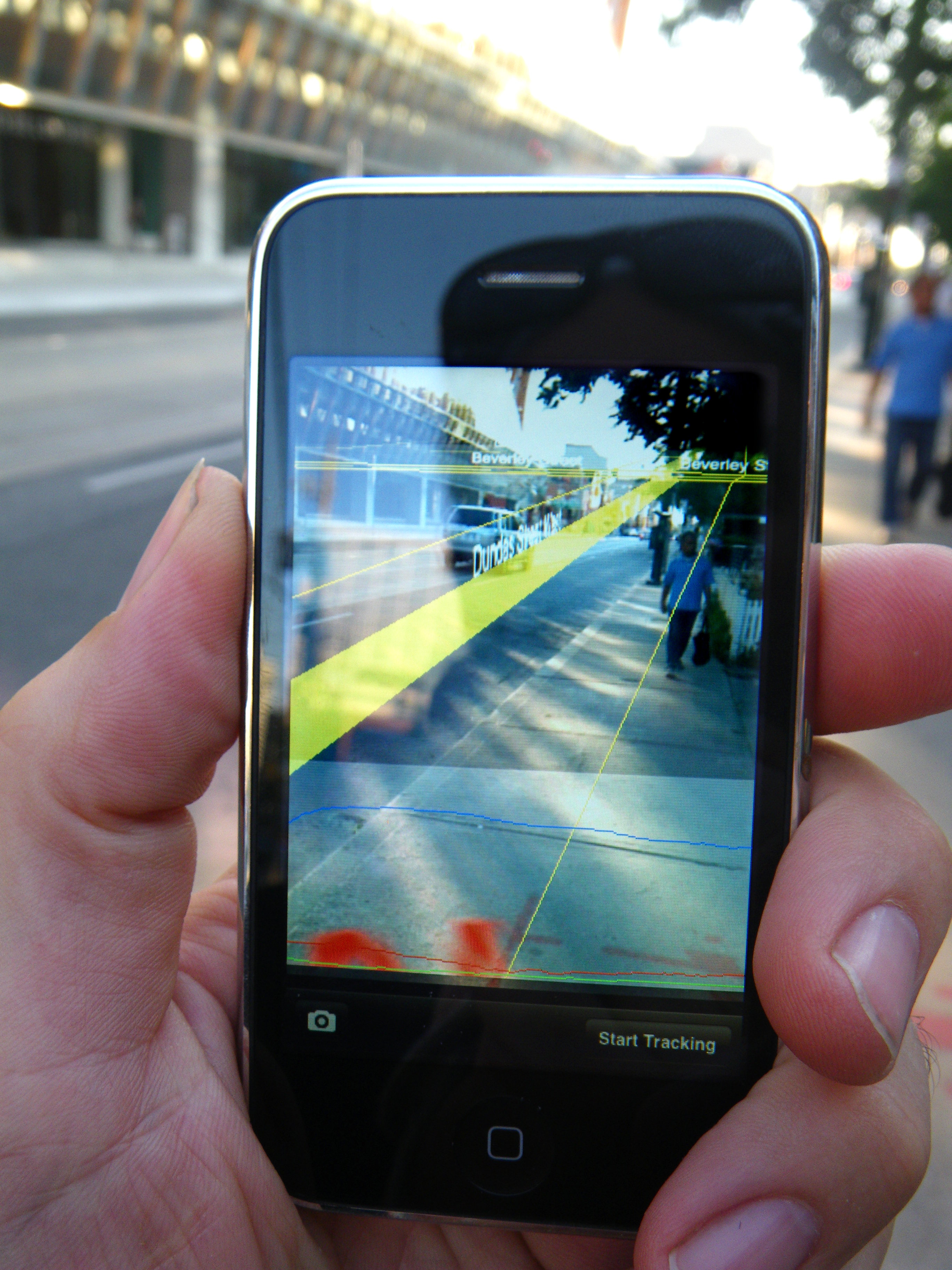
Imagen de un móvil captando mediante una cámara la panorámica de la calle y superponiendo el callejero digital.

La realidad aumentada o realidad augmentada (RA) es el término que se usa para describir al conjunto de tecnologías que permiten que un usuario visualice parte del mundo real a través de un dispositivo tecnológico con información gráfica añadida por este. El dispositivo, o conjunto de dispositivos, añaden información virtual a la información física ya existente, es decir, una parte virtual aparece en la realidad. De esta manera los elementos físicos tangibles se combinan con elementos virtuales, creando así una realidad aumentada en tiempo real. El término empezó a usarse en 1992.

## Definiciones
En torno a 1992, Tom Caudell acuñó el término realidad aumentada, sucediéndose posteriormente medios y definiciones relativos a ella.
Una de las definiciones dice que la realidad aumentada:
- Combina elementos reales y virtuales.
- Es interactiva en tiempo real —véase Interactividad—.
- Está registrada en 3D.

Además, la realidad de Milgram-Virtuality Continuum es como un continuo que abarca desde el entorno real a un entorno virtual puro. En el medio hay realidad aumentada —está más cerca del entorno real— y virtualidad aumentada —está más cerca del entorno virtual—. Por tanto, la realidad aumentada es una herramienta que integra la percepción e interacción con el mundo real y permite al interesado estar en un contexto real aumentado con información adicional sobre un objeto generada por el ordenador u otros dispositivos móviles.
La realidad aumentada también supone la incorporación de datos e información digital en un entorno real por medio del reconocimiento de patrones que se realiza mediante un software. En otras palabras, es una herramienta interactiva que está dando sus primeros pasos alrededor del mundo y que en unos años se verá en todas partes, corriendo y avanzando, sorprendiendo y alcanzando todas las disciplinas: videojuegos, medios masivos de comunicación, arquitectura, educación, televisión (gafas 3D), turismo, literatura, cine e incluso, en la medicina. Llevará un mundo digital inimaginable al entorno real. 
Otra de las definiciones de realidad aumentada sugiere que el entorno real y el entorno virtual están mezclados y pueden usarse desde varios dispositivos que van desde ordenadores hasta dispositivos móviles.

## Cronología

### Orígenes
La primera vez que el concepto de realidad aumentada se utilizó fue en 1901. Frank L Baum incluyó la idea de unas gafas electrónicas que superponían datos sobre personas que visualizaban, este invento era llamado “character maker”.
El segundo antecedente fue creado por el cinematógrafo Morton Heiling en 1962, padre de la realidad virtual. Su invento llamado Sensorama incluía imágenes, sonido, vibración y olfato, en un intento de añadir información adicional a una experiencia. Por otro lado, el llamado “The sword of Damocles”, inventado en 1968 por el profesor de Harvard Ivan Sutherland junto con su estudiante Bob Sproull. La espada de Damocles consistía en un artilugio que se colocaba sobre la cabeza y mediante el cual el usuario podía experimentar gráficos generados por ordenador.
Posteriormente, en 1973, Ivan Sutherland inventará el casco de realidad virtual, abriendo la posibilidad de entrar en un mundo virtual. Sin embargo, estos inventos se acercan más a la realidad virtual que a la realidad aumentada.
El primer gran desarrollo en realidad aumentada fue “Videoplace”, creado en 1974 por Myron Krueger. Este invento combinaba un sistema de proyección y videocámaras que producían sombras, generando un entorno interactivo en una realidad artificial que rodeaba a los usuarios y respondía a sus movimientos y acciones. Este invento puede ser visto en el Museo Estatal de Historia Natural de la Universidad de Connecticut.
En los años 80, Steve Mann dio al mundo wearable computing y en 1981 Dan Rei asigna por primera vez geo-espacialmente múltiples imágenes de radar meteorológico, cámaras espaciales y de estudio a mapas terrestres y símbolos abstractos para transmisiones meteorológicas de televisión, llevando un concepto precursor a la realidad aumentada (imágenes reales / gráficas mixtas) a la televisión.
.

### Década de los 90
En la década de los 90, el término “realidad aumentada” es acuñado por Tom Caudell para referirse a los dispositivos utilizados por los electricistas de las fábricas aeronáuticas cuando tenían que realizar cableados complicados. Estos dispositivos aumentaban la información que el operario recibía de la realidad proyectando un esquema de montaje sobre la pieza de cableado en la que se estaba trabajando.
Pero no es hasta 1992 cuando el primer sistema inmersivo de realidad aumentada funcional es puesto en marcha por Louis Rosenberg. Se trata de Virtual Fixtures y fue desarrollado en la base aérea de Brooks en Texas. Este invento proyectaba la visión de unos brazos robóticos sobre los brazos del usuario, creando una visión aumentada de la realidad.
En 1994 Steven Feiner, Blair MacIntyre y Doree Seligmann crean KARMA (Knowledge based Augmented Reality for Maintenance Assistance), un banco de pruebas que explora y permite el diseño automatizado de realidades aumentadas para explicar labores de mantenimiento y reparación, siendo considerado el primer prototipo de esta tecnología. En este mismo año, la intérprete Julie Martin crea Dancing in cyberspace, la primera producción de teatro de realidad aumentada, que presenta bailarines y acróbatas que manipulan objetos virtuales del tamaño del cuerpo en tiempo real, proyectados en el mismo espacio físico y plano de actuación.
En 1997, Ronald T. Azuma realizó “A survey of Augmented Reality” explorando los diferentes usos que la realidad aumentada podría tener en medicina, producción, investigación, mecánica y entretenimiento.
En 1998, Sportsvision realiza la primera aplicación de realidad aumentada en entretenimiento y televisión durante retransmisiones en vivo de la NFL para señalar una línea virtual sobre el campo marcando el primer down. Actualmente constituye una norma en todos los partidos de fútbol americano. En 1999 la NASA utiliza la realidad aumentada en su nave X-38 para mejorar la navegación durante vuelos de prueba. También en 1999 Hirokazu Kato desarrolla ARToolKit, un software que captura acciones en el mundo real y las combina con objetos virtuales, permitiendo crear aplicaciones de realidad aumentada y teniendo una gran influencia sobre lo que actualmente se puede experimentar en aplicaciones de RA basadas en flash.

### Década del 2000
En el año 2000, Bruce H. Thomas desarrolla ARQuake , basado en el clásico juego de ordenador Quake, pero incorporando la realidad aumentada a la experiencia. Es el primer juego al aire libre con dispositivos móviles de realidad aumentada, y se presenta en el International Symposium on Wearable Computers.
En el año 2003, la NFL usa la popular “Skycam” que capturaba una visión aérea del campo y permitía insertar la línea de primer down. En 2008 AR Wikitude es fundada como proveedor de tecnología de realidad aumentada móvil, concentrándose primeramente en ofrecer experiencias de realidad aumentada a través del “wikitude world browser app”. En el año 2009, AR Toolkit es incorporado a Adobe Flash (FLARToolkit) por Saqoosha, con lo que la realidad aumentada llega al navegador Web. También en  2009 se crea el logo oficial de realidad aumentada con el fin de estandarizar la identificación de la tecnología aplicada en cualquier soporte o medio por parte del público general. Desarrolladores, fabricantes, anunciantes o investigadores pueden descargar el logo original desde la web oficial.

### Década de 2010
En 2010 sale a la venta Kinect, que es un controlador de juego desarrollado por Microsoft para la videoconsola Xbox 360, que permite a los usuarios controlar e interactuar con la consola sin necesidad de tener contacto físico con un controlador.
En 2012, Google se lanza al diseño de unas gafas que crearían la primera realidad aumentada comercializada bautizando el proyecto como Glass y anunciando su beta abierto de Google Glass en 2013. El resultado, lleno de luces, sombras y críticas respecto a seguridad y privacidad, fue finalmente retirado de comercialización en 2015 con promesas de mejora para los usuarios.
En 2013, Sony muestra la realidad aumentada en PS4 con The Playroom [E3 2013]. También en 2013, Niantic, en colaboración con Google, lanza Ingress, un juego para móviles de RA, el que mayor éxito ha tenido hasta ahora en este ámbito. Finalmente, en ese mismo año, Volkswagen usa la realidad aumentada en los manuales de sus vehículos a través de la aplicación de ipad MARTA. Esta aplicación permite que usuarios y mecánicos puedan visualizar el funcionamiento interno del vehículo, junto con instrucciones para localizar y solucionar problemas mecánicos, en una proyección sobre el propio automóvil.
En 2015 Microsoft lanza sus gafas de realidad aumentada, HoloLens, gracias al trabajo de Alex Kipman en lo que fue llamado el proyecto Baraboo y que tomó como punto de partida Kinect de Xbox, desarrollado en 2010.
En 2016 Niantic crea el Pokémon Go, un juego de RA para móviles que alcanza un éxito a nivel mundial  sin precedentes en el género y cuya idea proviene de una broma para el “ April's Fool’s day” que el presidente de Nintendo ideó con Google para que aparecieran pokémon en Google maps. En 2017 Apple y Google lanzan sus propios kit de desarrollo de realidad aumentada, ARKIT y ARCore. Y también en 2017 Google lanza Google Glass Enterprise Edition.
En 2018 Google crea Google Article, un visor de objetos 3D que irá integrado en el navegador. Además de juegos de radiocontrol para el móvil. 
En 2019, Microsoft lanza un nuevo modelo mejorado: las HoloLens 2, el 24 de febrero del mismo año, y más tarde, en mayo, Google presenta su nuevo modelo: las Glasses Enterprise Edition 2 con características mejoradas de su modelo anterior.

### Década 2020
En la CES (Consumer Electronics Show) 2020, encontramos nuevas incorporaciones como las gafas VR de Panasonic que cuentan con una resolución de alta definición que permite ver sin el efecto “malla metálica”, entre otras como las nuevas presentadas por Samsung. Éstas poseen un sistema llamado Gait Enhancing & Motivating System, que se trata de una plataforma de análisis de entrenamientos y ejercicios. En dicha presentación se empleó un exoesqueleto y unas gafas que son capaces de seleccionar una tabla de ejercicios.
En esta década, la popularidad de los Technosports asciende tan rápidamente que ya son cada vez más frecuentes la formación de nuevas competiciones (Monster Battle, Hado Shoot o Hado Kart) que favorecen su desarrollo y expansión de cara al usuario.

## Tecnología
Los dispositivos de realidad aumentada normalmente constan de unos cascos, o gafas, y un sistema de visualización para mostrar al usuario la información virtual que se añade a la real. Los auriculares, o headset, llevan incorporado sistemas de GPS necesarios para poder localizar con precisión la situación del usuario.

### Elementos de la realidad aumentada y niveles
Según Edgar Mozas Fenoll, para conseguir la superposición de elementos virtuales en diferentes formatos en un entorno físico, un sistema de realidad aumentada debe estar formado, por lo general, por los siguientes elementos:
- Cámara: dispositivo que capta la imagen del mundo real. Puede ser la cámara del ordenador, de nuestro móvil inteligente o de la tablet.
- Procesador: elemento de hardware que combina la imagen con la información que debe sobreponer.
- Software: programa informático específico que gestiona el proceso.
- Pantalla: dispositivo que muestra los elementos del mundo real superpuestos con los elementos de la realidad aumentada.
- Conexión a Internet: se utiliza para enviar la información del entorno real al servidor remoto y recuperar la información virtual asociada que se superpone a este.
- Activador: elemento del mundo real que el software utiliza para reconocer el entorno físico y seleccionar la información virtual asociada que se debe añadir. Puede ser un código QR, un marcador, una imagen u objeto, la señal GPS enviada por el dispositivo, realidad aumentada incorporada en gafas (Google Glass) o en lentillas biónicas.
- Marcador: encargado de reproducir las imágenes creadas por el procesador y donde se verá el modelo en 3D.

Se pueden clasificar los niveles de realidad aumentada en los siguientes seis niveles:
- Nivel 0: Relacionando el mundo físico. Son enlaces representados a través de una simbología, por ejemplo, mediante códigos QR . Es el nivel más básico. El funcionamiento para aumentar la realidad en este nivel se basa en enlazar información a través de dichos códigos mediante hipervínculos que redireccionan al usuario a otro tipo de información.
- Nivel 1: Realidad aumentada basada en marcadores, son imágenes en blanco y negro, con unos dibujos sencillos y asimétricos. Es la forma más utilizada. Estas figuras una vez escaneadas extraen la información 3D contenida mostrándola a través de la pantalla del dispositivo.
- Nivel 2: Realidad aumentada sin marcadores, haciendo uso de GPS, y los sensores de los dispositivos electrónicos para conseguir localizar las situaciones o puntos de interés en las imágenes del mundo real.
- Nivel 3: Visión aumentada. Este nivel está representado por los dispositivos concebidos específicamente para Realidad Aumentada como Google Glass, o las Microsoft HoloLens. Con estos dispositivos se fusiona con el mundo real con el virtual de forma inmersiva.

### Software
Algunos de los software de realidad aumentada son: 
- ARCore[35]
- ARToolKit
- ATOMIC Web Authoring Tool
- Blender
- Unity
- AR-Media
- HP-Reveal
- Wikitude[36]

#### Herramientas de realidad aumentada para diseñadores
El kit de realidad aumentada para diseñadores o DART —Designer’s Augmented Reality Toolkit— es un sistema de programación que fue creado para ayudar a los diseñadores a visualizar la mezcla de los objetos reales y virtuales. Calculan la posición y la orientación reales de la cámara en relación con los marcadores físicos en tiempo real. Proporciona un conjunto de herramientas para los diseñadores: extensiones para Macromedia Director —herramienta para crear juegos, simulaciones y aplicaciones multimedia— que permiten coordinar objetos en 3D, vídeo, sonido e información de seguimiento de objetos de realidad aumentada.
Algunos ejemplos de herramientas para crear Apps de realidad aumentada son: Vuforia, WikiTude, LayAR, WallaMe y ARToolkit.

### Plataformas de realidad aumentada
Las plataformas de realidad aumentada están conformadas por herramientas tecnológicas basadas en internet que permiten crear una aplicación personalizada o utilizar aplicaciones existentes en Google Play y App Store. Las aplicaciones de realidad aumentada se crean a través de herramientas constructoras de apps, API y servicios.
- Viur[40] es una plataforma que permite crear experiencias digitales de forma rápida y segura gracias a su portal de gestión de contenido donde se puede cargar y editar vídeos, animaciones 3D y cupones, así como configurar funciones personalizadas. Tienen la opción de crear aplicaciones marca blanca, integrar módulos de realidad aumentada a aplicaciones existentes, así como utilizar Viur App.
- Blippar[41] es una plataforma que permite crear realidad aumentada y publicarla a través de sus diversas herramientas. Cuenta con SDK para integrar realidad aumentada a aplicaciones existentes.
- Wikitude[42] es una plataforma que nos permite acceder a la información del entorno a través de la cámara que esté registrada en la aplicación.
- ARCore es una plataforma creada por Google que nos permite vivenciar experiencias reales con realidad aumentada utilizando diferentes API.[39]
- Aurasma permite crear experiencias donde se puede añadir contenido digital como vídeos, imágenes 3D, etc.[43]
- Total Immersion es una plataforma muy utilizada en marketing y ventas.[43]

### Técnicas de visualización
Existen tres técnicas principales para mostrar la realidad aumentada:
- Gafas de realidad aumentada
- Dispositivos móviles o displays de mano (tablets o móviles).
- Displays espaciales.

#### Gafas de realidad aumentada
Las gafas de realidad aumentada, a pesar del poco auge de la primera generación, proyectos como las Google Glass 2 las han vuelto a poner de moda, ya que las Google Glass originales salieron del mercado comercial, pero no dejaron de distribuirse. Dichas gafas se adaptaron al mundo empresarial, dando lugar a una renovación del dispositivo que apunta en exclusiva al ámbito empresarial. Gracias a estas gafas, podemos utilizar nuestro móvil inteligente sin usar las manos.
Las Google Glass Enterprise 2 tienen un diseño clásico con una montura de plástico que protege los laterales de las lentes. Encima del cristal izquierdo se proyecta la pantalla superpuesta, la cual, es la encargada de ofrecer la información a nuestro ojo. Respecto a la edición anterior -Google Glass Enterprise Edition Original- no tiene muchas variaciones.

## Aplicaciones de la realidad aumentada

### Educación
En los últimos años, la realidad aumentada está consiguiendo un protagonismo cada vez mayor en diversas áreas del conocimiento mostrando la versatilidad y posibilidades que presenta esta nueva tecnología derivada de la realidad virtual. Con la RA se puede identificar, localizar, obtener, almacenar, organizar y analizar información digital, evaluando su finalidad y relevancia. Se define como un recurso eficiente para poder compartir a través de recursos abiertos, como las comunidades y las redes, permitiendo así a docentes y discentes la creación de contenidos digitales nuevos. A través de la RA, el aprendizaje se puede desarrollar de un modo más rápido al posibilitar una interacción enriquecida con el conocimiento asociado a un aumento de la motivación por parte del estudiante.
Se fundamenta en la posibilidad de insertar objetos virtuales en el espacio real, los cuales, a través de una interfaz, pueden ser visualizados a escala real de manera precisa. En este paradigma, el alumnado se transforma en un precursor activo para el desarrollo del proceso de enseñanza y aprendizaje con el que interactúa, aumentando su motivación hacia el aprendizaje a través de metodologías educativas como la gamificación o eduentretenimiento.
Su aplicación en educación infantil y primaria se produce a partir del uso de libros con RA que permite contribuir a la creación de experiencias de lectura enriquecida, al incorporar un componente inmersivo que estructura el contenido de forma innovadora.
En educación secundaria la detección visual de información de forma rápida supone un acceso directo al conocimiento empírico en el ámbito de esta etapa. De forma agregada, se presenta como un canal de comunicación, que proporciona información inmediata sobre cualquier concepto, a través de la interacción con el mismo, generando mapas en 3D, que incluyen capas visuales superpuestas a la realidad, permitiendo la posibilidad de manipular un modelo digital en tres dimensiones de forma similar a como lo haríamos con un modelo físico.
La RA puede ser aplicada a proyectos transversales con la implicación de diferentes asignaturas en esta etapa, como señala la Universidad Politécnica de Madrid en:
- Laboratorio: asociado a vídeos y tutoriales.
- Trabajo de campo de diferentes temáticas.
- Jornada de puertas abiertas: la comunidad educativa a través de la utilización de códigos QR pueden obtener información adicional y relevante.
- Trabajo colaborativo y cooperativo: facilitando el trabajo en grupo.

Por todo ello, considerando la eficacia del uso de la información de carácter visual, su utilización en esta etapa supone un enriquecimiento de la construcción metodológica, favoreciendo el proceso de enseñanza-aprendizaje de los contenidos independientemente del área de estudio. Cabe destacar que la búsqueda de escenarios más interactivos de enseñanza y aprendizaje son la raíz y la esencia del proceso educativo con RA.

#### Integrar realidad aumentada en educación
- A través de marcadores en los libros de texto podemos introducir la realidad aumentada, utilizando un código QR que abre un hipervínculo hacia otra información. Por ejemplo, con la pandemia del 2020, muchos restaurantes están ofreciendo la carta a través de código QR.[53]
- Crear aplicaciones añadiendo marcadores en cualquier tipo de objetos, los cuales permiten superponer información virtual sobre estos. Por ejemplo, si creamos un marcador sobre un cartel del cuerpo humano, según donde se enfoque, dará las características de un determinado órgano.[53]
- Para estimular las diferentes competencias del alumnado dándole información adicional. Por ejemplo, utilizando la localización de un punto que nos interese, para mostrar fotos históricas.[53]
- Las experiencias en el aula pueden ser mejoradas mediante figuras 3D, que generan mayor interés y, por lo tanto, estimulan la participación. No es lo mismo ver los diferentes animales en imágenes bidimensionales que con figuras 3D.[53]

#### Ventajas e inconvenientes
En 2016, Murat Akçayır y Gokçe Akçayır usan como fuente de información la literatura publicada, que trata la realidad aumentada en el ámbito educativo hasta ese momento, para realizar un estudio acerca de las ventajas y los retos que supone el uso de la RA en educación.
Más adelante, en 2018, Hilario Cervilla Fajardo hace un repaso sobre el concepto de realidad aumentada y las ventajas y desventajas que tiene su uso en las distintas etapas educativas:
| Ventajas                                                                                    | Inconvenientes                                                                                    |
| ------------------------------------------------------------------------------------------- | ------------------------------------------------------------------------------------------------- |
| * Mejora el logro de aprendizajes.                                                          | * Requiere tiempo.                                                                                |
| * Mejora la motivación respecto del aprendizaje.                                            | * Baja sensibilidad en el reconocimiento de activación.                                           |
| * Ayuda a los estudiantes a comprender.                                                     | * Requiere formación del profesorado.                                                             |
| * Proporciona una actitud positiva.                                                         | * Errores de GPS.                                                                                 |
| * Mejora de la satisfacción.                                                                | * No es adecuado para la enseñanza en grupos grandes.                                             |
| * Disminuye la carga cognitiva.                                                             | * Problemas técnicos -cámara, Internet, uso en interiores-.                                       |
| * Mejora la confianza.                                                                      | * Sobrecarga cognitiva.                                                                           |
| * Mejora las habilidades espaciales.                                                        | * Distrae la atención del alumnado.                                                               |
| * Eleva el grado de compromiso.                                                             | * Tecnología costosa.                                                                             |
| * Aumenta el interés.                                                                       | * Los archivos grandes limitan el uso compartido de contenido.                                    |
| * Proporciona oportunidades de colaboración entre los estudiantes.                          | * Problemas ergonómicos.                                                                          |
| * Facilita la comunicación alumnado-profesorado.                                            | * Difícil diseño.                                                                                 |
| * Promueve el autoaprendizaje.                                                              | * El profesor debe mejorar su habilidad para usar la tecnología.                                  |
| * Combina el mundo físico y virtual.                                                        | * Brecha digital, es decir, aún existen personas que no tienen acceso a este tipo de tecnologías. |
| * Permite al alumnado aprender haciendo.                                                    | *Planificación extra por parte del profesorado.                                                   |
| * Uso de la tecnología centrada en el estudiante.                                           |                                                                                                   |
| * Permite el aprendizaje multisensorial.                                                    |                                                                                                   |
| * Permite recibir información rápidamente.                                                  |                                                                                                   |
| * Favorece la interacción: estudiante-estudiante, material-estudiante, estudiante-profesor. |                                                                                                   |
| * Permite la visualización de conceptos invisibles, eventos y conceptos abstractos.         |                                                                                                   |
| * Es fácil de usar para los estudiantes.                                                    |                                                                                                   |
| * Reduce el gasto en material de laboratorio.                                               |                                                                                                   |
| * Abre nuevas oportunidades en contextos muy diversos.                                      |                                                                                                   |
| * Aumenta el razonamiento espacial.                                                         |                                                                                                   |
| * Permite la aparición y el desarrollo de facultades sociales como la negociación.          |                                                                                                   |

#### Experiencias reales
El proyecto Magic Book, perteneciente al grupo activo HIT, de Nueva Zelanda, es una de las aplicaciones más conocidas en educación sobre realidad aumentada. El alumnado de secundaria lee un libro real con un visualizador de mano y en él se reflejen contenidos reales virtuales. El proyecto Magic Book y sus versiones posteriores, han enriquecido con información virtual el contenido impreso. Se pueden trabajar de manera colaborativa, ya que los estudiantes pueden estar sentados alrededor del libro para trabajar e investigar juntos.
Los Magic Books también están destinados a la etapa de educación infantil, ya que promueven la lectura y mejoran su fluidez.
En educación superior, el grupo de investigación FutureLab, formado por miembros de diferentes universidades, ha creado un modelo de realidad aumentada que facilita el acceso a reconstrucciones virtuales de diferentes monumentos simbólicos en 3D.
Además, algunos centros educativos utilizan esta práctica para la aclaración y ampliación de conceptos que, a priori, son difíciles de representar. En este caso, los alumnos de bachillerato la emplean para visualizar los elementos de la tabla periódica en 3D.
En este sentido, otros centros utilizan este recurso para la enseñanza del dibujo técnico. Usan la realidad aumentada para conformar una visión tridimensional del objeto a representar, lo cual les ofrece una perspectiva real que facilita el aprendizaje.

#### Usos de la realidad aumentada en infantil y primaria
En el caso de educación infantil, se puede utilizar la realidad aumentada para llevar a cabo un juego en el que los niños, con sus propias manos, puedan manipular esculturas vistas anteriormente en clase para así poder observarlas desde diferentes perspectivas (según colocan la imagen), ver sus detalles, etc. Además, esto permite que los alumnos también puedan ver las esculturas que crean en 3D.

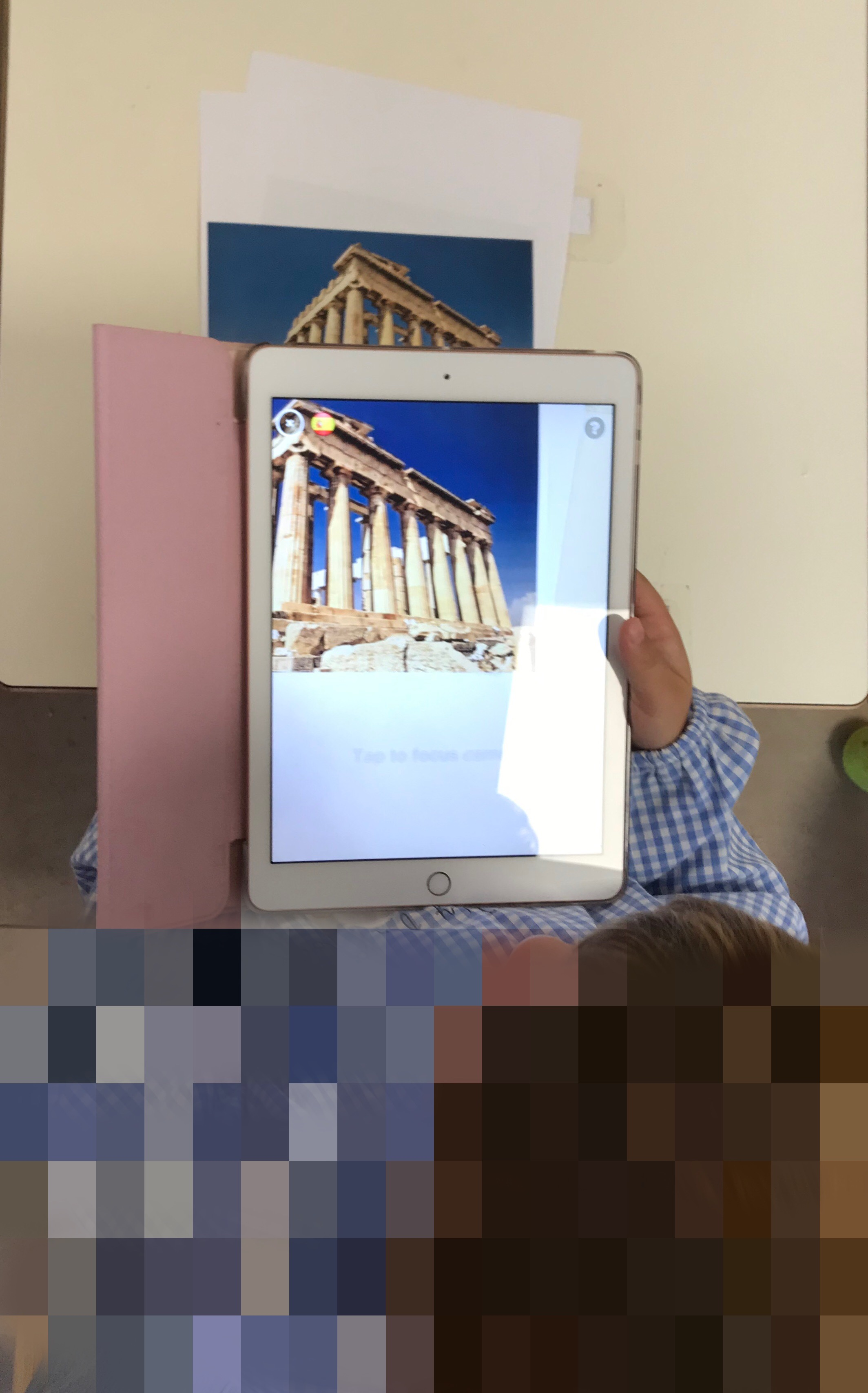
Niño de educación infantil trabajando con la realidad aumentada.

En el caso de educación primaria, un ejemplo de práctica interesante puede ser hacer uso de la realidad aumentada para ampliar los conocimientos de los alumnos en ciencias sociales. La unidad didáctica que se trabaja trata sobre el arte íbero y los alumnos pueden ver a través de la realidad aumentada esculturas características de este arte. De esta manera, los niños y niñas pueden comprobar cómo serían estas esculturas en la realidad.
La aplicación Google translate está disponible tanto en Android como iOS. Esta aplicación dispone de una función que activa la cámara y puede enfocar a la palabra en la vida real para que la traduzca al instante. Por ejemplo para saber las indicaciones de cualquier cartel en otro idioma. Esta aplicación funciona eligiendo el idioma al que se quiera traducir, se enfoca o se escribe la palabra u oración en cuestión y aparece en su idioma traducida. Tiene una compatibilidad de hasta 88 idiomas con la cámara.
Algunos autores han implementado la realidad aumentada para incentivar la lectura, como es el caso del escritor e informático Marcos Vázquez Debali.

### Importancia de la realidad aumentada para el alumnado con necesidades educativas especiales
La realidad aumentada puede ser un potente recurso didáctico educativo del proceso enseñanza y aprendizaje que permite promover en las aulas la inclusión, aumentar la interacción, motivación, accesibilidad, atención del alumnado y mejorar su proceso de aprendizaje.
El alumnado con trastornos del espectro autista, utiliza como principal recurso comunicativo una metodología basada en papel con imágenes, logos, símbolos y/o ilustraciones en forma de pictogramas conocidos como el sistema de comunicación aumentativo y alternativo, permitiéndoles conocer la realidad de nuestro entorno.
En la actualidad se hace uso de múltiples aplicaciones sobre realidad aumentada y robótica educativa para promover la innovación pedagógica en el aula, siendo cada vez mayor la facilitación de la comunicación de este alumnado, aprovechando las ventajas que promueven las nuevas tecnologías para contribuir a los aspectos comunicacional, social y cognitivo del alumnado TEA.
La aplicación Quiver de realidad aumentada, disponible para sistemas operativos Android y IOS, permite al alumnado con autismo darles color a las ilustraciones elegidas en formato papel para luego hacer uso de la cámara del dispositivo electrónico y enfocar el dibujo creado para verlo en 3D.
Podemos utilizar realidad aumentada como un recurso para de la inclusión. La RA ayuda a crear un sentimiento de aprendizaje a la vez que aumenta la motivación, tanto por parte del alumno, que aprende aquello a lo que no ha podido acceder o ha tenido dificultades, como al docente por ver la adquisición de los contenidos. En este sentido, las aplicaciones sobre realidad aumentada y virtual sirven a las personas con discapacidad para que puedan vivir experiencias que en el mundo real no podrían disfrutar. Estos recursos y metodologías poseen un enorme potencial que nos ayuda a empatizar con los problemas que viven o sufren a diario. Además, facilita establecer relaciones sociales, facilitando su inclusión en el aula ordinaria.

### Televisión
La realidad aumentada es habitual en la retransmisión de deportes, desde el fútbol, para mostrar el resultado en el círculo central y/o las situaciones de fuera de juego,  el hockey sobre hielo, donde se colorea en RA la ubicación y dirección de la pastilla, hasta en el baloncesto, lográndose recrear repeticiones dando la sensación de 360°. También, en las retransmisiones de natación suelen añadir una línea para indicar la posición del poseedor del récord actual y compararla con la carrera.
Por otro lado, la RA puede ser una gran ayuda para los meteorólogos televisivos, quienes pueden realizar muestras exactas interactuando con personas sobre cualquier desastre natural.
Además de esto, la RA suele utilizarse en los espacios informativos de muchas cadenas de televisión, como es el caso de Atresmedia, que ha apostado por el uso de esta tecnología con el fin de lograr captar la atención del espectador y utilizar así un nuevo lenguaje. Antes, estos montajes se hacían en posproducción, pero de esta forma los espectadores han podido ver cómo el AVE a La Meca atravesaba el plató de televisión.

### Entretenimiento y publicidad
La Realidad Aumentada ha supuesto un gran avance para el sector publicitario, utilizando como herramienta los teléfonos inteligentes (smartphones), fusionando publicidad con entretenimiento. El juego publicitario crea un ambiente que conecta al cliente con el producto.
Esta experiencia permite al usuario conectar con el producto de manera directa e interactuar con él, creando un gran impacto y aumentando las posibilidades de éxito. Nike lanzó una campaña en el año 2018 donde el usuario customizaba unas zapatillas a su gusto, permitiendo así al usuario elegir sobre el producto Timberland junto a la compañía Lemon&Orange crearon una campaña en el año 2015 donde el usuario podía probarse ropa en un probador interactivo, dándole una sensación inmediata de como quedarían sus productos.
La tendencia por este tipo de campañas se encuentra en continuo crecimiento debido al gran impacto que ocasionan en el público objetivo al que está dirigido. Según la plataforma Markets&Markets se estima un beneficio de 151.300 millones de dólares en el año 2022 según el artículo que comparte la revista Forbes.

### Gastronomía
Ante una sociedad cada vez más tecnológica, la gastronomía ha introducido el uso de la realidad aumentada como medio de fusión entre la alta gastronomía y la tecnología, ofreciendo una experiencia única a los comensales.  Su uso permite la visualización de la carta en 3D y de los platos que la componen tal y como te los presentarán posteriormente, indicando, además, los ingredientes que los componen. En un futuro se prevé la elaboración de una aplicación que permita su extensión a diferentes restaurantes. Uno de los restaurantes que presentó en 2014 su proyecto de realidad virtual, lo encontramos en España, el Sublimotion67, del chef español Paco Roncero. En este el cliente podrá disfrutar de una experiencia única incorporándose a una mesa de 12 comensales que a lo largo de tres horas tendrán una percepción aumentada de los platos a la vez que se desarrolla un espectáculo de la mano de la actriz Mapi Galán.[cita requerida]

### Información
La RA puede mejorar la eficacia de los dispositivos de navegación para una variedad de aplicaciones. Por ejemplo, la navegación dentro de un edificio puede ser mejorada con el fin de dar soporte al encargado del mantenimiento de instalaciones industriales. Del mismo modo, los parabrisas de los automóviles pueden ser usados como pantallas de visualización para proporcionar indicaciones de navegación e información de tráfico.

### Turismo
Muchos turistas viajan con un móvil o tableta en sus manos, pudiendo abrirles un mundo nuevo de posibilidades a la hora de conocer nuevos lugares. Aplicaciones como La Ciudad de México, en el Tiempo de ILLUTIO, han logrado llevar a los usuarios a recorrer la ciudad en sus diferentes épocas históricas a través de la realidad aumentada y la geolocalización.
Plataformas como Junaio o Layar permiten el desarrollo de aplicaciones a terceros, prácticamente sin conocimientos técnicos, a través de sus servidores.
La empresa austriaca Mobilizy ha desarrollado WikiTude. Al apuntar la cámara del móvil hacia un edificio histórico, el GPS reconoce la localización y muestra información de la Wikipedia sobre el monumento. En Japón, Sekai Camera, de la empresa Tonchidot, añade al mundo real los comentarios de la gente acerca de direcciones, tiendas, restaurantes, etc. Acrossair, disponible en siete ciudades, entre ellas Madrid y Barcelona, identifica en la imagen la estación de metro más cercana. Bionic Eye y Yelp Monocle, en EE. UU., son ejemplos similares.
Debido a este gran impacto en este sector, las grandes multinacionales como Google se han puesto en marcha para dar un servicio de realidad aumentada a los usuarios. Google Maps es una herramienta de navegación para encontrar la ubicación exacta de cualquier desplazamiento en un mapa digital. Su versión inicial se desarrolló en 2015, en versión web para Internet Explorer y Mozilla Firefox. En la actualidad su uso se ha extendido a los teléfonos inteligentes. Es una herramienta que permite calcular la ruta tanto a pie, en coche como en transporte público.
Muchos museos ofrecen una experiencia real a través de la realidad aumentada. Con ella, los visitantes pueden interactuar con las diferentes obras de arte o presenciar una secuencia histórica cuando se visite, por ejemplo, el Coliseo Romano. La inclusión de esta herramienta impulsa además el comercio. Esto se debe a la interactividad de los usuarios en las diferentes campañas publicitarias y de marketing que se crean para impulsar el turismo. Asimismo, los consumidores pueden aproximarse de forma virtual a los diferentes alojamientos, según sus intereses, posibilitando una mayor satisfacción a la hora de decidir la estancia durante su viaje.
AR también se ha adoptado recientemente en el campo de la arqueología subacuática para apoyar y facilitar de manera eficiente la experiencia de buceo en sitios arqueológicos sumergidos.

### Medicina
La realidad aumentada contribuye también con la medicina, en la que tanto la informática como sus ramas derivadas han permitido a los profesionales del sector disponer de ciertas herramientas para desempeñar sus competencias de una manera rápida y efectiva.
Uno de los ejemplos más populares es el uso de la realidad aumentada en ecografía prenatal. La ecografía 4D permite ver al feto en movimiento mediante la acumulación en el tiempo de diferentes ecografías 3D, usando el mismo principio que el cine. Desde 2016 encontramos noticias de la última tendencia, la ecografía 5D, que añade una diferencia de iluminación y nitidez haciendo la imagen más realista. Además, se ha incorporado el uso de unas gafas de realidad virtual para ver la imagen del bebé como si estuviéramos frente a una pantalla de cine.
Pero quizás, el mayor avance en cuanto a realidad aumentada en la medicina es la invención de unas gafas que pueden distinguir las células cancerígenas de las sanas. Estas gafas se crearon en la Escuela de Medicina de la Universidad de Washington. Este descubrimiento podría marcar un antes y un después en los procedimientos quirúrgicos para extirpar los tumores de los pacientes que padezcan cáncer, ya que favorecerán de manera muy significativa el trabajo de los cirujanos.
La realidad aumentada permite recoger en tiempo real datos de un paciente con el uso de sensores no invasivos con la resonancia magnética, la tomografía o imágenes por ultrasonido. La tecnología de la realidad aumentada permite una vista interna del paciente sin necesidad de cirugía, tareas de visualización y de precisión en el quirófano como saber por dónde perforar el cráneo o hacer una biopsia. También puede ser útil para el entrenamiento médico.

### Literatura
- En la obra Luz virtual -1993-, el visionario escritor William Gibson describe unos anteojos, igualmente llamados "luz virtual", que tienen algunas de las características de lo que es conocido actualmente como realidad aumentada. Quien los usaba podía ver apuntes y detalles adicionales que se adjuntaban a cada objeto de la realidad física que se tenía enfrente. Eran comúnmente usados por arquitectos o neurocirujanos. En la montura y en las lentes tenían unos contactos electromagnéticos que incidían directamente sobre el nervio óptico. En otro pasaje del libro, en un cuarto vacío, uno de los personajes -Rydell- se pone unas gafas de luz virtual que le presta un policía, tras lo cual es capaz de observar sobre el mismo cuarto una imagen tridimensional de la escena de un crimen que había ocurrido tiempo atrás.
- La obra RAX -2000-, de Eduardo Vaquerizo, narra una historia policíaca en una sociedad completamente enlazada a una realidad aumentada con distintos niveles de profundidad, en la que las pocas personas no inmersas en dicha red son tratadas como inadaptados sociales.
- Libros con audio, motions graphics y una aplicación de realidad aumentada son parte de la oferta de la editorial Pavinchi. La empresa cuenta con una serie de 12 tomos con 365 cuentos.
- Debido al impacto de las nuevas tecnologías, contamos con muchos libros interactivos basados en realidad aumentada que permiten al lector generar una comunicación entre el libro impreso y el contenido digital del mismo.[90]

### Cine
- En 1984 vemos un ejemplo de RA en la película Terminator. Los ciborgs tenían una visión de la realidad diferente a la percibida por los humanos con capas gráficas virtuales superpuestas que enriquecían su percepción visual.[91]
- En Minority Report -2002- vemos al personaje encarnado por Tom Cruise mover una interfaz con sus dedos y en Iron Man -2008- aparece el uso de pantallas a modo de dispositivo multitouch. Viviana Dehaes, responsable de usabilidad, diseño y multimedia de Portal educ.ar -Ministerio de Educación-, define la ciencia ficción como un género de anticipación y usa ejemplos de estas dos películas para definir la realidad aumentada y diferenciarla de la realidad virtual en el documental el vídeo explicativo: Ciencia vs. Ficción del laboratorio a la pantalla.[92]
- La RA aún no ha llegado a las pantallas de cine pero se prevé que su aparición está próxima y que, por tanto, desbancará al 3D. Con la RA podremos estar inmersos dentro de la película y formar parte de la misma.[93]

### Arquitectura y construcción
La realidad aumentada (AR) se muestra como una gran aliada en los sectores de la arquitectura y la construcción debido a los múltiples usos y beneficios que les otorga. Este tipo de tecnología sugiere una nueva forma de realizar el trabajo de estos especialistas, ya que los mismos trabajadores o incluso el cliente podrían ver, gracias a este recurso, una obra a escala real e incluso interactuar con ella antes de su construcción. De este modo, se puede comprobar si los cálculos son correctos, o perfeccionar detalles de las instalaciones.